# 서울국제도서전
서울국제도서전(-國濟圖書展, Seoul International Book Fair)은 1995년부터 매년 개최되고 있는 대한민국의 행사이다. 1954년에 서울 도서전으로 시작한 것을 1995년에 광복 50주년을 기념하여 국제 도서전으로 규모를 확장하여 지금에 이른다. 2008년부터 주빈국을 지정하여 주빈국의 도서작품 등을 특별 전시하며, 2009년에는 입장료를 유료화하였다.

## 목록
- 2006년 이전 전시회는 생략함.

| 회차                | 기간                  | 장소          | 규모 | 주빈국         | 기타 | 각주 |
| ------------------- | --------------------- | ------------- | ---- | -------------- | ---- | ---- |
| 2007 서울국제도서전 | 2007년 6월 1일~6일    | 코엑스 A·B홀  | -    | -              | -    | -    |
| 2008 서울국제도서전 | 2008년 5월 14일~18일  | 코엑스 A·B홀  | -    | 중국           | -    | -    |
| 2009 서울국제도서전 | 2009년 5월 13일~17일  | 코엑스 A·B홀  | -    | 일본           | -    |      |
| 2010 서울국제도서전 | 2010년 5월 12일~16일  | 코엑스 A·B홀  | -    | 프랑스         | -    | -    |
| 2011 서울국제도서전 | 2011년 6월 15일~19일  | 코엑스 A·B홀  | -    | -              | -    | -    |
| 2012 서울국제도서전 | 2012년 6월 20일~24일  | 코엑스 A·B홀  | -    | 사우디아라비아 | -    | -    |
| 2013 서울국제도서전 | 2013년 6월 19일~23일  | 코엑스 A·B홀  | -    | 인도           | -    | -    |
| 2014 서울국제도서전 | 2014년 6월 18일~22일  | 코엑스 A·B홀  | -    | 오만           | -    | -    |
| 2015 서울국제도서전 | 2015년 10월 7일~11일  | 코엑스 A·B홀  | -    | 이탈리아       | -    | -    |
| 2016 서울국제도서전 | 2016년 6월 15일~19일  | 코엑스 A·B홀  | -    | 프랑스         | -    | -    |
| 2017 서울국제도서전 | 2017년 6월 14일~18일  | 코엑스 A·B홀  | -    | 튀르키예       | -    | -    |
| 2018 서울국제도서전 | 2018년 6월 20일~24일  | 코엑스 A·B홀  | -    | 체코           | -    | -    |
| 2019 서울국제도서전 | 2019년 6월 19일~23일  | 코엑스 A·B홀  | -    | 헝가리         | -    | -    |
| 2020 서울국제도서전 | 2020년 10월 16일~25일 | -             | -    | 프랑스         | -    | -    |
| 2022 서울국제도서전 | 2022년 6월 1일~5일    | 코엑스 A홀    | -    | 콜롬비아       | -    | -    |
| 2023 서울국제도서전 | 2023년 6월 14일~18일  | 코엑스 A·B홀  | -    | 아랍에미리트   | -    | -    |
| 2024 서울국제도서전 | 2024년 6월 26일~30일  | 코엑스 A·B홀  | -    | 사우디아라비아 | -    | -    |
| 2025 서울국제도서전 | 2025년 6월 18일~22일  | 코엑스 A·B1홀 | -    | 대만           | -    | -    |